# Blood and Lace
Pour plus de détails, voir Fiche technique et Distribution.
Blood and Lace est un film américain réalisé par Philip S. Gilbert, sorti en 1971.

## Synopsis
Un couple est endormi, quelqu'un tient un marteau, s'avance vers le couple et le fracasse avant de mettre le feu à la maison. On apprend ensuite que les victimes sont une prostituée et son client. Ellie Master, La fille de la prostituée qui a échappé au massacre et non encore majeure est dirigée vers les services sociaux puis placée en orphelinat. L'orphelinat en question est dirigé par Mme Deere qui soumet ses pensionnaires à une discipline de fer avec punitions et privations à l'appui. Ceux qui s'échappent sont tués et placés dans un congélateur. Les choses se compliquent quand un inconnu muni d'un marteau se met à roder dans la maison. Ellie voulant s'échapper, Mame Deere demande à Tom, son homme de main de la congeler. Mais c'est à ce moment que survient Harold Mullins, le travailleur social chargé de suivre l'état de santé d'Elie. Soupçonnant des choses peu claires, il se fait ouvrir la porte de la chambre froide et se fait assassiner par Tom. S'ensuit un combat entre Tom et l'inconnu rôdeur à l'issue duquel Tom perdra la vie. Ellie s'échappe pour de bon, poursuivi par l'inconnu, qui la rattrape et se démasque, il s'agit du détective chargé de l'enquête sur le meurtre de sa mère, il lui dit qu'il sait que c'est elle qui l'a assassiné, mais qu'il fermera les yeux si elle accepte de l'épouser. Ellie hésite, puis accepte et fini par comprendre qu'elle vient d'accepter d'épouser son père qu'elle n'a jamais connu.

## Fiche technique
- Titre : Blood and Lace
- Réalisation : Philip S. Gilbert
- Scénario : Gil Lasky
- Pays d'origine : États-Unis
- Format : Couleurs - 1,78:1 - Mono
- Genre : horreur
- Date de sortie : 1971

## Distribution
- Gloria Grahame : Mrs. Deere
- Melody Patterson : Ellie Masters
- Milton Selzer : Harold Mullins
- Len Lesser : Tom Kredge
- Vic Tayback : Calvin Carruthers
- Dennis Christopher : Pete